# NStB – Wyschrad bis Marienbad
Die NStB – Wyschrad bis Marienbad waren Dampflokomotiven der k.k. Nördlichen Staatsbahn (NStB) Österreich-Ungarns.
Die sechs Lokomotiven wurden von der Lokomotiven- und Maschinenfabrik J.A. Maffei in München 1847 gebaut.
Die NStB gab ihnen die Namen „WYSCHRAD“ (andere Schreibweise „VYSEHRAD“), „AUSSIG“, „JOSEFSTADT“, „FRANZENSBRUNN“, „NIEMES“ und „MARIENBAD“ sowie die Betriebsnummern 61–66.
Auffällig an den Maschinen war vor allem der sehr hohe Dampfdom.
1855 übernahm die Staats-Eisenbahn-Gesellschaft (StEG) die NStB.
Dabei erhielten die Maschinen zunächst die Betriebsnummern 304–309, ab 1873 dann 219–224 als Serie IIIf.
Die Nummer 224, die ehemalige „MARIENBAD“, wurde 1873 ausgemustert.
Als 1891 die MÁV die ungarischen Linien der StEG übernahm, ordnete sie die verbliebenen fünf Lokomotiven als Kategorie IIq mit den Nummern 1271–1275 ein.